# RTVE Catalunya
RTVE Catalunya és un centre de producció de Radiotelevisió Espanyola a Catalunya des d'on es produeixen alguns programes de Televisió Espanyola (TVE). Es va fundar el 14 de juliol de 1959 als estudis Miramar de Barcelona, i el 27 de juny de 1983 va traslladar a la seva ubicació actual a Sant Cugat del Vallès.
El centre és un dels més importants de TVE, ja que s'encarrega de la gestió del canal Teledeporte, així com també produeix diversos programes (especialment de temàtica cultural, esportiva i infantil), tant de la programació emesa en desconnexió en català a través de La 1, La 2 i 24 horas, com també produeix programes d'abast espanyol com Saber y ganar o el ja desaparegut Redes.

## Història

### Miramar
Quan el primer canal de Televisió Espanyola va començar la seva activitat el 1956, les emissions estaven restringides a Madrid i el seu entorn. Per això, les autoritats van dissenyar un pla per crear centres territorials i de producció, que transportessin el senyal de TVE arreu d'Espanya a través d'una xarxa de repetidors. Els estudis centrals de Catalunya es van situar a l'antic Hotel Miramar, al cim de la muntanya de Montjuïc de Barcelona, que havia albergat un restaurant durant l'Exposició Internacional de Barcelona de 1929 i van passar a anomenar-se estudis de Miramar.
La primera transmissió de televisió a Barcelona va tenir lloc el 15 de febrer de 1959, amb l'emissió d'un partit de futbol entre el Reial Madrid Club de Futbol i el Futbol Club Barcelona. Les primeres emissions del centre de producció van tenir lloc el 14 de juliol del mateix any, amb un programa de varietats anomenat Balcón del Mediterráneo, que més tard va inspirar Club Miramar, el seu primer programa produït d'abast espanyol. El primer director de RTVE Catalunya va ser el realitzador Enrique de las Casas.
Des del principi, Catalunya va ser un dels centres de producció més importants de RTVE. Els estudis de Miramar va ser durant molts anys l'únic enllaç de TVE amb la xarxa Eurovisió de la Unió Europea de Radiodifusió, i per ell passaven tots els programes i notícies internacionals. RTVE Catalunya es va encarregar de distribuir per tot Espanya la retransmissió el 1960 del casament de Fabiola Mora y Aragón amb Balduí de Bèlgica, un dels esdeveniments que va impulsar el consum de televisió a Espanya, i va fer el mateix amb esdeveniments mundials com el Tour de França o el Festival de la Cançó d'Eurovisió. La majoria de la programació en desconnexió s'emetia en castellà, i encara que el 27 d'octubre de 1964 es va emetre el primer programa en català, Teatro catalán, els espais en aquest idioma durant la dictadura franquista van ser residuals, de tretze hores mensuals fins a 1974, any en què es va iniciar una producció en català continuada.

Logotip del Circuit Català de TVE durant els anys 80.

Amb el naixement de La 2, TVE Catalunya va comptar amb un major espai a les desconnexions per a programació pròpia, i van sorgir estudis secundaris a Esplugues de Llobregat i l'Hospitalet de Llobregat. El restabliment de la democràcia a Espanya va suposar un augment significatiu de la programació en català, amb programes com el primer informatiu només en aquesta llengua, Miramar (actual L'informatiu), estrenat el 3 d'octubre de 1977, o Terra d'escudella, primer programa infantil en català. Les desconnexions es van consolidar sota el nom de Circuit Català, destinades ja a la normalització lingüística, i un total de 54 hores mensuals d'emissió en 1977 que pujaren a 60 en 1978.

### Sant Cugat del Vallès

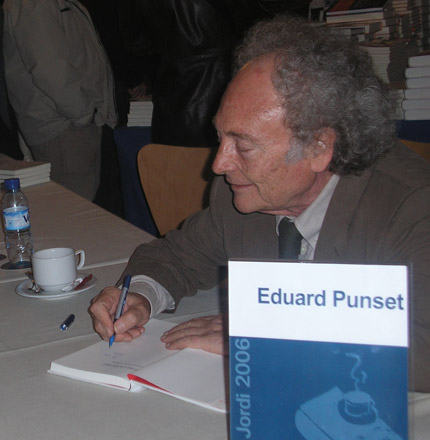
Eduard Punset presentador del programa divulgatiu Redes, produït per RTVE Catalunya.

El 27 de juny de 1983 RTVE Catalunya es va traslladar a Sant Cugat del Vallès, i dels estudis de Miramar només es conserva la façana, que avui forma part d'un hotel. Amb el trasllat, RTVE Catalunya va incrementar sensiblement la seva producció, i evitar haver de llogar estudis en altres ciutats.
Durant anys, el centre de Sant Cugat va aspirar a una major autonomia. El 1980 professionals de la informació de TVE Catalunya van presentar a la direcció de l'ens públic un pla conegut com a Informe Miramar per crear un tercer canal per a Catalunya, objectiu que va quedar estroncat amb el naixement de TV3, promoguda pel govern català. El document, a més, qualificava la situació del català a TVE de marginal i sense vocació global, i definia els informatius com a regionalistes i parcials. El 1987 el segon canal va gaudir de majors desconnexions i sota la direcció general de Pilar Miró es va estudiar crear un tercer canal de TVE només per a Catalunya, però de nou no va tirar endavant en benefici de TV3, que va rebre una segona freqüència per posar en marxa el Canal 33.
A escala espanyola, RTVE Catalunya es va consolidar amb tota mena de programes: concursos com Si lo sé no vengo, El tiempo es oro o Saber y ganar, o programes com Barrio Sésamo, Ni en vivo ni en directo, Planeta imaginari, Pinnic i Redes, alhora que es van descobrir nous periodistes com Júlia Otero, Alfons Arús, Olga Viza, Lorenzo Milá i Mercedes Milá, Xavier Sardà, Jordi Hurtado, Jordi González i La Trinca. Un dels seus majors artífexs va ser el realitzador Sergi Schaaff. A més, la seva feina va ser essencial durant la retransmissió dels Jocs Olímpics d'Estiu de 1992. Per altra banda, la programació en desconnexió del Circuit Català va passar a ser de servei públic, complementària a TV3 i només en català. Durant els primers deu anys del centre de Sant Cugat, es varen produir unes 50.000 hores, de les quals un 60% varen ser en català i la resta en castellà.
Al començament del 2000, la producció de RTVE Catalunya per emissió estatal superava les 2.500 hores. El centre va adquirir més responsabilitats, i va assumir la gestió del canal temàtic Teledeporte. Més tard va dur Cultural·es —avui desaparegut— i TVE HD, la versió en alta definició de Televisió Espanyola. El 2010 la direcció de l'ens públic va decidir traspassar la gestió de La 2 de Madrid a Sant Cugat. Actualment, RTVE Catalunya és un dels dos únics centres de producció de RTVE fora de Madrid, juntament amb el de les Canàries i en l'àmbit català manté tres informatius (migdia, 2a edició i cap de setmana) i una franja de desconnexió.
En qualsevol cas, la programació a TVE és d'una hora i mitja diària de dilluns a divendres, mitja hora més els dissabtes i al voltant d'hora i mitja els diumenges, una quantitat inferior a la que hi havia abans de l'expedient de regulació d'ocupació de 2006, quan es produïen més de tres hores diàries en català en els dies lectius i hi havia franges de desconnexió en horari de màxima audiència els dissabtes a la nit.

## Graella de programació en català
El 2CAT compta amb la següent graella de dilluns a divendres:
08.00h: Café d'idees, amb Gemma Nierga. Magazín d'actualitat i entreteniment.
11.00h: Café macchiato, amb Oriol Nolis. Magazín d'actualitat i entrevistes.
14.00h: L'informatiu 1. Telediari amb Aina Galduf.
15.30h: Saber y ganar, amb Jordi Hurtado. Concurs provisional, dels pocs programes en castellà.
16.15h: Grans documentals. Programa que emet documentals i reportatges.
17.00h: L'altaveu, amb Danae Boronat. Magazín d'actualitat i entreteniment.
19.30h: El vespre, amb Quim Barnola. Butlletí d'actualitat i informació.
20.00h: L'informatiu 2. Telediari amb Quim Barnola.
21.00h: Cifras y letras, amb Aitor Albizua. Concurs provisional, dels pocs programes en castellà.
22.00h: Programes de prime-time

## Programació en català

### Programes actuals
| Nom del programa            | Temàtica                 | Canal     | Dia d'emissió          | Hora d'emissió    | Presentat per                    | Emissió des de      |       |
| --------------------------- | ------------------------ | --------- | ---------------------- | ----------------- | -------------------------------- | ------------------- | ----- |
| L'Informatiu migdia         | Informatiu               | La 1      | Dilluns a divendres    | 14:00 h i 15:45 h | Laura Mesa, Rubén Urdiales       | 1986 - actual       | ****  |
| L'Informatiu cap de setmana | Informatiu               | La 1      | Dissabte i diumenge    | 14:00 h           | Laura Mesa, Rubén Urdiales       | 1986 - actual       |       |
| La Missa                    | Religiós                 | La 2      | Diumenge               | 10:30 h           |                                  | 1992 - actual       |       |
| Aquí parlem                 | Actualitat parlamentària | Canal 24h | Diumenge               | 19:30 h           | Lluís Falgàs                     | 2008 - actual       | ****  |
| Noms propis                 | Entrevistes              | La 2      | Dimarts                | 20:30 h           | Anna Cler                        | 2015 - actual       |       |
| Punts de vista              | Cultura                  | La 2      | Dilluns a divendres    | 19:00 h           | Tània Sarrias                    | 2016 - actual       | ***   |
| Cafè d'idees                | Magazín d'actualitat     | La 2      | Dilluns a divendres    | 08:00 a 10:00 h   | Gemma Nierga                     | 2020 - actual       | ***** |
| El Vespre                   | Actualitat i anàlisi     | Canal 24h | Dilluns a divendres    | 19:00 a 19:30 h   | Quim Barnola                     | 2020 - actual       |       |
| Grans documentals           | Documental               | La 2      | Dilluns a divendres    | 17:15 a 18:15 h   |                                  | 2020 - actual       |       |
| Obrim fil                   | Debat social             | La 1      | Dijous                 | 23:30 a 01:30 h   | Xavier Sardà                     | 2020 - juny 2022    |       |
| Helvètica                   | Disseny                  | La 2      | Dilluns                | 18:15 h           | Flora Saura i Òscar Dalmau       | 2022 - actual       |       |
| Perduts en el temps         | Cultura                  | La 2      | Dimarts                | 18:15 h           | Bruno Oro, Anna Bertran (actual) | 2020 - actual       |       |
| Fitmés                      | Esport, estil de vida    | La 2      | Dissabte               | 11:30 h           | Cesc Escolà, Sara Martínez       | gener - juny 2022   |       |
| Planeta R                   | Medi ambient             | La 2      | Diumenge               | 14:00 h           | Martina Klein                    | abril - juliol 2022 |       |
| Efecte Collins              | Musical                  | La 2      | Dissabte               | 13:15 h           |                                  | 2021 - juliol 2022  |       |
| Calidoscopi                 | Història televisiva      | La 2      | Diumenge               | 11:30 h           | Raül Díaz                        | 2017 - actual       |       |
| Únics                       | Documental, biogràfic    | La 2      | Dissabte               | 13:15 h           |                                  | 2022 - actual       |       |
| Transpirinenca              |                          | La 2      | Dissabte               | 12:20 h           | Álvaro Sanz                      | 2022 - actual       |       |
| Café Macchiato              | Actualitat i entrevistes | 2CAT      | De dilluns a divendres | 11.00 a 14.00 h   | Oriol Nolis                      | 2025-actual         |       |

### Programes històrics
- Teatre en català (1964-1991)
- Mare Nostrum (1967-70s)
- Giravolt (1973-1978)
- Comarques
- La Plaça del Diamant
- La saga dels Rius (1976)
- 135 escons (1986-2007)
- 3x4 (1986-1987)
- La Lluna (1989)
- Línia 900 (1991)
- Gran angular (1997-2010)
- Xifres i Lletres (1998-2000)
- Catalunya avui (1999-2006)
- El rondo (1999-2006; 2017-2020)
- Tinc una idea (2012-2018)
- El debat de La 1 (2012-2020)
- Cinc dies a... (2015-2021)
- Programa inesperat (2017-2019)
- Vespre a La 2 (2013-2017)
- Vespre 24 (2017-2020)
- Amb identitat (2016-2018)
- Ara i aquí (2017-2019)
- La meva mascota i jo (2017-2020)
- Secundaris (2018)
- 20vint (2019-2020), programa d'humor presentat per Toni Mata.
- En línia (2020-2021), programa d'entreteniment presentat per Jèssica del Moral que s'emet de dilluns a dijous a les 18:45 h.
- La Metro (2020-2021), programa presentat per Quim Barnola que s'emet de dilluns a divendres de 14:35 a 14:55 h.
- Desmarcats (2020-2021), programa esportiu conduït per Albert Font que s'emet de dilluns a divendres de 14:55 a 15:40 h.
- Per a què serveix un marit?
- Més programes a la web de RTVE Catalunya

## Programació produïda en castellà

### Programes actuals
- Saber y ganar (1997-)
- El escarabajo verde (1997-)
- Los Lunnis (2003-)
- Para todos La 2 (2010-)

### Programes històrics
- Los amigos del martes (1961-1964)
- Reina por un día (1964-1966)
- Línea 900 (1991-2007)
- La mitad invisible (2009-2016)
- Cumbres (2014)
- 3x4 (1988-1990)
- La luna (1989-1990)
- Cifras y letras (1991-1996)
- La noche abierta (1997-2002)
- ¡Mira quién baila! (2005-2009; 2014)